# Pierre de Valognes
Pierre de Valognes (Anglais:  Peter de Valognes/de Valoines), lord de Benington (Hertfordshire), est un baron anglo-normand. Il est shérif de l'Essex durant une partie du règne de Guillaume le Conquérant et de Guillaume le Roux. Il est aussi parfois shérif de l'Hertfordshire (notamment vers 1072). 
Il tient des terres directement du roi dans les comtés anglais du Lincolnshire, Norfolk et Suffolk. Ses terres sont principalement dans l'Essex et le Hertfordshire. Dans le Norfolk, il semble avoir acquis des terres ayant appartenu à Raoul de Gaël avant sa révolte de 1075.
Sa femme Albreda est considérée être la sœur de Eudes le Sénéchal. Cependant, pour l'historienne Katharine Keats-Rohan, elle pourrait être la sœur de Eudes, vicomte de Saint-Sauveur.
Ensemble, ils fondent le prieuré de Binham, avant 1093, comme une dépendance de l'abbaye Saint-Alban. Ils ont pour fils Roger de Valognes.